# MIME
MIME(영어: Multipurpose Internet Mail Extensions)는 전자 우편을 위한 인터넷 표준 포맷이다. 전자 우편은 7비트 ASCII 문자를 사용하여 전송되기 때문에 8비트 이상의 코드를 사용하는 문자나 이진 파일들은 MIME 포맷으로 변환되어 SMTP로 전송된다. 실질적으로 SMTP로 전송되는 대부분의 전자 우편은 MIME 형식이다. MIME 표준에 정의된 content types은 HTTP와 같은 통신 프로토콜에서 사용되며, 점차 그 중요성이 커지고 있다.

## 개요
기본적으로 인터넷 전자 우편 전송 프로토콜인 SMTP는 7비트 ASCII 문자만을 지원한다. 이것은 7비트 ASCII 문자로 표현할 수 없는 영어 이외의 언어로 쓰인 전자 우편은 제대로 전송될 수 없다는 것을 의미한다. MIME은 ASCII가 아닌 문자 인코딩을 이용해 영어가 아닌 다른 언어로 된 전자 우편을 보낼 수 있는 방식을 정의한다. 또한 그림, 음악, 영화, 컴퓨터 프로그램과 같은 8비트짜리 이진 파일을 전자 우편으로 보낼 수 있도록 한다. MIME은 또한 전자 우편과 비슷한 형식의 메시지를 사용하는 HTTP와 같은 통신 프로토콜의 기본 구성 요소이다. 메시지를 MIME 형식으로 변환하는 것은 전자 우편 프로그램이나 서버 상에서 자동으로 이루어진다.
전자 우편의 기본적인 형식은 RFC 2821에서 정의하고 있다. 이 문서는 RFC 822를 대체한다. 이 문서는 텍스트 전자 우편의 헤더와 본문의 형식을 명시하고 있으며, 그중에는 우리에게 익숙한 "To:", "Subject:", "From:", "Date:" 등의 헤더가 포함되어 있다. MIME은 메시지의 종류를 나타내는 content-type, 메시지 인코딩 방식을 나타내는 content-transfer-encoding과 같은 추가적인 전자 우편 헤더를 정의하고 있다. MIME은 또한 ASCII가 아닌 문자를 전자 우편 헤더로 사용할 수 있도록 규정하고 있다.
MIME은 확장 가능하다. MIME 표준은 새로운 content-type과 또 다른 MIME 속성 값을 등록할 수 있는 방법을 정의하고 있다.
MIME의 명시적인 목표 중 하나는 기존 전자 우편 시스템과의 호환성이다. MIME을 지원하는 클라이언트에서 비 MIME가 제대로 표시될 수 있고, 반대로 MIME을 지원하지 않는 클라이언트에서 간단한 MIME 메시지가 표시될 수 있다.

## MIME 헤더

### MIME-Version
이 헤더는 해당 메시지가 MIME 형식임을 나타낸다. 현재 사용되는 값은 "1.0"이므로 아래와 같이 사용할 수 있다.
```
MIME-Version: 1.0
```

### Content-Type
이 헤더는 메시지의 타입과 서브타입을 나타낸다. 예를 들면
```
Content-Type: text/plain
```

타입과 서브타입을 합쳐 MIME 타입이라 부른다. Internet media type 이라고도 부른다. 다양한 파일 포맷이 MIME 타입으로 등록되어 있다. text 타입은 charset 인자를 가질 수 있으며 이 인자는 문자 인코딩을 지정한다.
content-type 헤더와 MIME 타입은 전자 우편을 위해 정의된 것이지만, 이제는 HTTP, SIP와 같은 인터넷 프로토콜에서 함께 사용하고 있다. MIME 타입 등록은 IANA에서 관리하고 있다.
multipart 메시지 타입을 통해 MIME은 트리 구조의 메시지 형식을 정의할 수 있다. 이 방식은 다음을 지원한다.
- text/plain을 통한 단순 텍스트 메시지 ("Content-type:"의 기본값")
- 첨부가 포함된 텍스트 (text/plain 파트와 텍스트가 아닌 파트로 구성된 multipart/mixed). 파일을 첨부한 MIME 메시지는 "Content-disposition:" 헤더를 통해 파일의 본래 이름을 지정한다. 파일의 종류는 MIME의 content-type 헤더와 파일 확장자를 통해 알 수 있다.
- 원본 메시지가 첨부된 답장 메시지 (text/plain 파트와 원본 메시지를 나타내는 message/rfc822 파트로 구성된 multipart/mixed)
- 평문 텍스트와 HTML과 같이 다른 포맷을 함께 보낸 메시지 (multipart/alternative)
- 그 외 다양한 메시지 구조들

### Content-Transfer-Encoding
MIME (RFC 2045)는 바이너리 데이터를 ASCII 텍스트 형식으로 변환하기 위한 몇가지 방법을 정의하고 있다. content-transfer-encoding MIME 헤더를 통해 변환 방식을 지정한다. RFC 문서와 전송 인코딩에 대한 IANA 목록은 다음을 정의하고 있다.
- 일반 SMTP에 사용 가능
  - 7bit - [1..127]의 ASCII 코드로 이루어진 데이터로 줄 단위로 표현하며 각 줄을 CR, LF로 끝난다. 한 줄의 최대 길이는 CR (ASCII 코드 13), LF (ASCII 코드 10)를 제외하고 998자이다.
  - quoted-printable - 약간의 바이너리 데이터가 포함된 US-ASCII로 이루어진 텍스트 데이터를 표현할 때 효과적이다. US-ASCII는 특별한 변환을 거치지 않고 그대로 표시되기에 효율적이며 인코딩한 데이터를 사람이 이해할 수 있다.
  - base64 - 임의의 바이너리 데이터를 7비트 데이터로 변환한다. 고정된 오버헤드가 발생하고 비 텍스트 데이터의 변환 시 사용한다.
- 8BITMIME 지원하는 SMTP 서버에 사용 가능
  - 8bit - 8비트로 표현된 데이터로 한 줄 당 998자로 표현하며 CR, LF로 끝난다.
  - binary - 일련의 octets. SMTP에서는 사용할 수 없다.

## Encoded-Word
RFC 2822의 정의에 따르면 메시지 헤더와 그 값은 항상 ASCII 문자를 사용해야 한다. ASCII가 아닌 헤더 값은 MIME의 encoded-word 문법(RFC 2047)에 따라 인코딩해야 한다. 이 문법은 원본 문자 인코딩("문자셋")과 원본 데이터를 ASCII 문자로 변환하는 데 사용한 인코딩 방식을 포함한다.
encoded-word의 형식: "=?문자셋?인코딩 방식?인코드된 데이터?=".
- 문자셋은 보통 utf-8을 사용한다. 하지만 IANA에 등록된 어떤 문자셋도 사용 가능하다.
- 인코딩 방식은 quoted-printable 인코딩 방식과 비슷한 Q-encoding 방식을 나타내는 "Q"나 base64 인코딩을 나타내는 "B" 중 하나를 사용할 수 있다.
- 인코드된 데이터는 인코딩 방식에 의해 변환된 데이터이다.

Q-encoding과 quoted-printable의 차이
RFC 2047에 따르면, encoded-word는 공백 문자(white space)를 포함해서는 안 된다. 따라서 ASCII 코드로 20h(iso-8859-1에서의 스페이스)인 문자는 인코딩을 거쳐야 한다. ASCII 20h(20h가 공백이 아닐지라도)인 문자는 보통 "_" 문자(ASCII 5Fh)로 변환한다. 공백을 "=20"으로 인코딩한 것보다 이 방식이 인코드된 데이터의 가독성을 높여준다.
예를 들어,
Subject: =?utf-8?Q?=C2=A1Hola,_se=C3=B1or!?=
위 문장은 "Subject: ¡Hola, señor!"를 인코딩한 데이터이다.
encoded-word 형식은 헤더 이름에는 사용할 수 없다. 헤더 이름은 항상 US-ASCII로 표현해야 한다.

## Multipart 메시지
MIME multipart 메시지는 "Content-type:" 헤더에 boundary 파라미터를 포함한다. 이 boundary는 다음과 같이 각 메시지 파트를 구분하는 역할을 하며, 메시지의 시작과 끝부분에도 나타난다.
```
MIME-Version:
 
1.0

Content-Type:
 
multipart
/
mixed
;
 
boundary
=
frontier

This is a message with multiple parts in MIME format.

--frontier

Content-Type:
 
text
/
plain

This is the body of the message.

--frontier

Content-Type:
 
application
/
octet-stream

Content-Transfer-Encoding:
 
base64

PGh0bWw+CiAgPGhlYWQ+CiAgPC9oZWFkPgogIDxib2R5PgogICAgPHA+VGhpcyBpcyB0aGUg

Ym9keSBvZiB0aGUgbWVzc2FnZS48L3A+CiAgPC9ib2R5Pgo8L2h0bWw+Cg==

--frontier--

```

각 파트는 Content-로 시작하는 자신만의 헤더와 본문을 갖는다. 그리고 multipart 메시지는 중첩 가능하다. 각 파트는 자신만의 문자셋과 인코딩 방식(Content-Transfer-Encoding)을 파트 헤더에서 정의하고 있다. Multipart 메시지에는 아래와 같은 종류가 있다.
Notes:
- 첫 번째 boundary 전에 나오는 내용은 MIME을 지원하지 않는 클라이언트를 위해 제공된다. MIME 호환 클라이언트는 이 내용을 무시한다.
- Boundary를 선택하는 것은 전자 우편을 전송하는 클라이언트의 몫이다. 보통 무작위의 문자를 선택함으로써 메시지의 본문과 충돌을 피한다.

### Mixed
Multipart/mixed는 다른 "Content-type" 헤더를 갖는 파일을 전송하는 데 사용한다. 그림이나 쉽게 읽을 수 있는 파일을 전송할 때, 대부분의 전자 우편 클라이언트는 이를 직접 화면에 표시할 것이다. 그렇지 않을 경우 해당 데이터는 첨부 파일의 형태로 표시된다. "Content-disposition" 헤더는 첨부 파일의 이름을 표시하는 데 사용한다.

### Digest
RFC 2049에 명시되어 있듯이 multipart/mixed와 multipart/digest는 최소한 지원해야 할 MIME 타입이다. mixed 파트의 기본 content-type은 text/plain이며, digest의 경우 message/rfc822이다. Multipart/digest는 하나 이상의 메시지를 포워딩 하기 위한 간편한 방법이다.

### Alternative
Multipart/alternative 메시지는 동일한 내용을 다른 형식으로 표현할 때 사용된다. 각각의 파트는 서로 다른 "Content-type" 헤더를 가지며, MIME을 지원하지 않는 클라이언트에서 처리를 쉽게 하고자 표현하기 쉬운 형식에서 복잡한 형식 순으로 메시지에 나타난다. 따라서 메일 클라이언트는 각 파트를 순서대로 검색하여 자신이 표현할 수 있는 마지막 파트를 선택하게 된다. 일부 클라이언트는 이런 순서를 무시한 채 자신이 선호하는 형식을 표시하기도 한다. 일반적으로 오래된 클라이언트를 위해 text/plain 타입의 파트가 먼저 나오고 최신 클라이언트를 위해 text/html 타입의 파트가 나온다.
예전 스팸 방지 필터는 text/html 파트보다 파싱이 쉽다는 이유로 메시지의 text/plain 파트 만을 검사했다. 스패머들은 이러한 점을 악용해 메시지의 text/plain 파트에는 평범한 내용을 넣고 대신 text/html에는 광고를 포함하였다. 이런 방식을 막기 위해 스팸 방지 소프트웨어는 multipart/alternative 메시지 중 각 파트가 매우 상이한 내용을 가질 경우 이를 스팸 메시지로 처리하는 식으로 해당 메시지를 걸러낸다.

### Related
Multipart/related는 상호 연관된 여러 개의 파트들로 구성된 메시지이다. 각각의 파트들은 root 타입을 중심으로 내부적으로 연결되며, 각 파트를 참조하기 위해서 일반적으로 파트의 content-ID를 사용한다. Multipart/related의 type 파라미터는 root 파트의 content-type을 지정하며 필수 파라미터이다. Start 파라미터는 root 파트의 content-ID를 지정하며 start 파라미터가 없을 경우에는 가장 먼저 나오는 파트가 root 파트가 된다.
Multipart/related의 사용 예로 이미지가 포함된 HTML 문서를 들 수 있다. 이 경우 root 파트는 HTML 문서가 되며 HTML에 포함된 이미지들은 뒷따르는 파트로 구성하고 HTML 내부에서 이를 참조하는 식으로 표현할 수 있다.

### Report
Multipart/report 메시지는 메일 서버를 위한 형식화된 데이터를 포함한다. 이 메시지 타입은 text/plain과 message/delivery-status로 나뉜다.

### Signed
Multipart/signed 메시지는 본문과 서명 파트를 갖는다. MIME 헤드를 포함하는 본문 파트는 서명을 생성하기 위해 사용된다. Application/pgp-signature, application/x-pkcs7-signature 등의 서명이 사용된다.

### Encrypted
Multipart/encrypted 메시지 타입은 암호화된 application/octet-stream과 이를 풀기 위한 정보를 갖는 제어 파트로 구분된다.

## 같이 보기
- 객체 연결 삽입
- 간이 우편 전송 프로토콜
- Uuencoding

## 참조
RFC 1847Security Multiparts for MIME: Multipart/Signed and Multipart/Encrypted.
RFC 2045MIME Part One: Format of Internet Message Bodies.
RFC 2046MIME Part Two: Media Types. N. Freed, Nathaniel Borenstein. November 1996.
RFC 2047MIME Part Three: Message Header Extensions for Non-ASCII Text. Keith Moore. November 1996.
RFC 4288MIME Part Four: Media Type Specifications and Registration Procedures.
RFC 4289MIME Part Four: Registration Procedures. N. Freed, J. Klensin. December 2005.
RFC 2049MIME Part Five: Conformance Criteria and Examples. N. Freed, N. Borenstein. November 1996.
RFC 2231MIME Parameter Value and Encoded Word Extensions: Character Sets, Languages, and Continuations. N. Freed, K. Moore. November 1997.
RFC 2387The MIME Multipart/Related Content-type